# Corazón (canción de Lynda)
«Corazón» es una canción interpretada por la cantante y compositora mexicana Lynda, que pertenece a su segundo álbum de estudio titulado Un grito en el corazón (1997). Este fue lanzado como segundo sencillo de dicho material discográfico por la discográfica EMI Music en 1997

## Promoción
La canción también formó parte de los 90's Pop Tour junto con otros éxitos más de la cantante y de otros artistas y grupos musicales que marcaron esta década.

## Vídeo musical
Se muestra a la cantante cantando y bailando en la ciudad de noche explorando al aire libre. Fue lanzado a la plataforma de videos de YouTube en 2009 como la mayoría de todos sus vídeos musicales. 

## Posicionamiento en listas
| Lista (1998)   | Posición |
| -------------- | -------- |
| México Top 100 | 54       |